# Осока (Ульяновская область)
Осока — село в составе Живайкинского сельского поселения Барышского района Ульяновской области. 

## География
Находится на расстоянии примерно 17 километров на юго-восток по прямой от районного центра города Барыш. 

## История
Возникло в XVII веке. 
В 1780 году, при создании Симбирского наместничества, село Богородское Осока тож, при речке Осоке, пахотных солдат, вошло в состав Канадейского уезда.
В 1913 году в селе был 281 двор и 1098 жителей. В 1990-е годы работало отделение  СПК «Живайкино». Имеется Тихвинская церковь. .

## Население
Население составляло 234 человека (русские 94%) в 2002 году, 127 по переписи 2010 года.

## Достопримечательности
Церковь в селе Осока является выявленным объектом культурного наследия (памят ником истории и культуры) — «Церковь в честь Тихвинской иконы Божией Матери (православный приходской двухпрестольный храм)», 1743 год. (Распоряжение Главы администрации Ульяновской области от 29.07.1999. № 959-р.).